# Аузонија
Аузонија (итал. Ausonia) је насеље у Италији у округу Фрозиноне, региону Лацио.
Према процени из 2011. у насељу је живело 932 становника. Насеље се налази на надморској висини од 165 м.

## Становништво
Према резултатима пописа становништва 2011. у општини је живело 2.650 становника.
| 1931. | 1936. | 1951. | 1961. | 1971. | 1981. | 1991. | 2001. | 2011. |
| ----- | ----- | ----- | ----- | ----- | ----- | ----- | ----- | ----- |
| 3.526 | 3.641 | 3.601 | 3.126 | 2.665 | 2.504 | 2.501 | 2.563 | 2.650 |

## Партнерски градови
- Берзе ла Вил